# Perotá Chingó
Perotá Chingó é uma banda da Argentina, formada originalmente pelo duo portenho Dolores Aguirre y Julia Ortiz no ano de 2011.
Surgida como um experimento musical, a dupla se tornou um fenômeno viral da internet ao gravar seu primeiro vídeo no YouTube e, no anos seguintes da década de 2010, se consolidaram na cena independente argentina e também em alguns países da América Latina, como 
Chile, México e Brasil.
Além do duo de vocalistas, também se apresentam no grupo o percussionista brasileiro, Martín Costa, e o guitarrista uruguaio, Diego Cotelo.
Inspirada na música folclórica e em diversos ritmos da América do Sul, a dupla já fez apresentações com Joss Stone, Chico César, Lenine, Jorge Drexler, entre outros.

## Discografia
- Un viajecito (2012)
- Perotá Chingó (2013)
- Aguas (2017)
- Muta (2019)